# Zhu (Musiker)

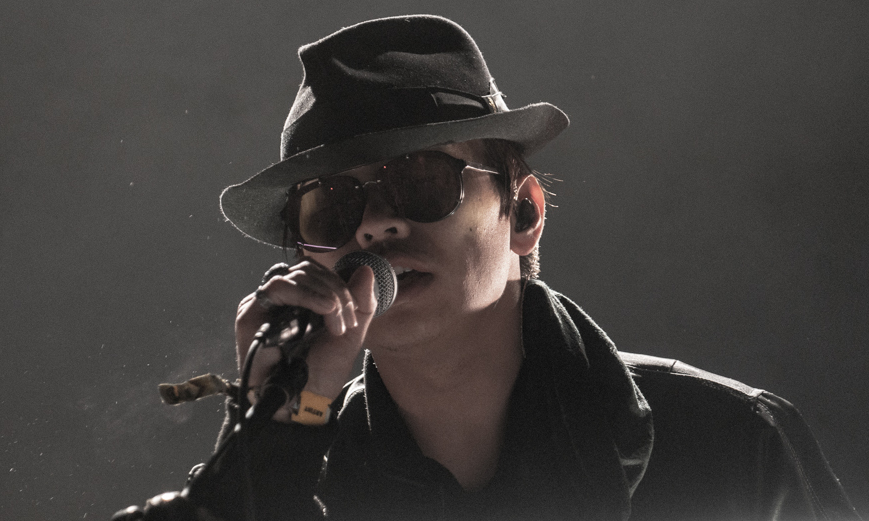
Zhu (2018)

Zhu (* 1989 in San Francisco, Kalifornien; bürgerlich: Steven Zhu; Eigenschreibweise: ZHU) ist ein US-amerikanischer DJ und Produzent mit chinesischen Wurzeln. Er erlangte 2014 mit seiner Single Faded internationale Bekanntheit.

## Leben
Zhu stammt aus Los Angeles und steht bei der Plattenfirma Mind of a Genius unter Vertrag.
Am 20. April 2014 wurde seine EP The Nightday veröffentlicht. Die darin enthaltene Single Faded stieg im September 2014 in die deutschsprachigen Charts ein. Im Oktober 2015 veröffentlichte Zhu zusammen mit Skrillex und THEY die Single Working for It, die sich Anfang November 2015 in den britischen Charts platzierte. Am 29. Juli 2016 veröffentlichte Zhu sein erstes Album, das den Titel Generationwhy trägt.

## Diskografie

### Studioalben
| Jahr | Titel         | Höchstplatzierung, Gesamtwochen, AuszeichnungChartplatzierungen (Jahr, Titel, Platzierungen, Wochen, Auszeichnungen, Anmerkungen) | Höchstplatzierung, Gesamtwochen, AuszeichnungChartplatzierungen (Jahr, Titel, Platzierungen, Wochen, Auszeichnungen, Anmerkungen) | Höchstplatzierung, Gesamtwochen, AuszeichnungChartplatzierungen (Jahr, Titel, Platzierungen, Wochen, Auszeichnungen, Anmerkungen) | Höchstplatzierung, Gesamtwochen, AuszeichnungChartplatzierungen (Jahr, Titel, Platzierungen, Wochen, Auszeichnungen, Anmerkungen) | Anmerkungen                         |
| Jahr | Titel         | DE | AT | CH | US | Anmerkungen                         |
| ---- | ------------- | --- | --- | --- | --- | ----------------------------------- |
| 2016 | Generationwhy | — | — | CH39 (1 Wo.)CH | US109 (1 Wo.)US | Erstveröffentlichung: 29. Juli 2016 |

Weitere Studioalben
- 2018: Ringos Desert
- 2021: Dreamland 2021
- 2022: Musical Chairs Vol 1
- 2024: Grace

### EPs
- 2014: The Nightday
- 2015: Genesis Series
- 2017: Stardustexhalemarrakechdreams
- 2018: Ringos Desert Pt. 1

### Singles
| Jahr | Titel Album                  | Höchstplatzierung, Gesamtwochen, AuszeichnungChartplatzierungen (Jahr, Titel, Album, Platzierungen, Wochen, Auszeichnungen, Anmerkungen) | Höchstplatzierung, Gesamtwochen, AuszeichnungChartplatzierungen (Jahr, Titel, Album, Platzierungen, Wochen, Auszeichnungen, Anmerkungen) | Höchstplatzierung, Gesamtwochen, AuszeichnungChartplatzierungen (Jahr, Titel, Album, Platzierungen, Wochen, Auszeichnungen, Anmerkungen) | Höchstplatzierung, Gesamtwochen, AuszeichnungChartplatzierungen (Jahr, Titel, Album, Platzierungen, Wochen, Auszeichnungen, Anmerkungen) | Anmerkungen                                                   |
| Jahr | Titel Album                  | DE | AT | CH | UK | Anmerkungen                                                   |
| ---- | ---------------------------- | --- | --- | --- | --- | ------------------------------------------------------------- |
| 2014 | Faded The Nightday           | DE18 Gold · (28 Wo.)DE | AT15 (14 Wo.)AT | CH49 (17 Wo.)CH | UK3 Platin · (12 Wo.)UK | Erstveröffentlichung: 20. April 2014                          |
| 2015 | Working for It Generationwhy | — | — | — | UK71 (1 Wo.)UK | Erstveröffentlichung: 23. Oktober 2015 Zhu x Skrillex x THEY. |

Weitere Singles
- 2014: Paradise Awaits
- 2015: Automatic (Zhu x AlunaGeorge)
- 2015: As Crazy as It Is (Zhu x A-Trak x Keznamdi)
- 2015: Testarossa Music (Zhu x Gallant)
- 2015: Hold Up Wait a Minute (Zhu x Bone Thugs-N-Harmony x Trombone Shorty)
- 2015: Modern Conversation (Zhu x Vancouver Sleep Clinic x Daniel Johns)
- 2016: In the Morning (Kaskade vs Zhu)
- 2016: My Blood (AlunaGeorge feat. Zhu)
- 2016: Generationwhy
- 2016: Palm of My Hand
- 2016: Hometown Girl
- 2017: Bad and Boujee (Zhu x Migos)
- 2017: Nightcrawler
- 2017: Intoxicate
- 2017: Dreams (Nero & Zhu)
- 2018: Blame (Ekali & Zhu)
- 2018: My Life (Zhu & Tame Impala)
- 2018: Coming Home (Zhu & Majid Jordan)
- 2019: Mi Rumba (Sofi Tukker & Zhu)
- 2019: Man’s First Inhibition (Nghtmre, Zhu & Kidd Keem)
- 2019: Zoning (The Bloody Beetroots & Zhu)
- 2019: Came For The Low (Zhu & partywithray)
- 2020: Only (Zhu & Tinashe)
- 2020: Desire (Bob Moses & Zhu)
- 2020: Follow (Kito, Zhu, Jeremih)
- 2020: Risky Business
- 2020: I Admit It (feat. 24kGoldn)
- 2021: Sky Is Crying (Zhu & Yuna)

## Auszeichnungen für Musikverkäufe
| Goldene Schallplatte - Italien - 2014: für die Single Faded - Kanada - 2015: für die Single Faded - Neuseeland - 2022: für das Album Generationwhy - 2024: für das Album The Nightday - Polen - 2023: für die Single In the Morning | Platin-Schallplatte - Australien - 2014: für die Single Faded - 2016: für die Single Working for It - Dänemark - 2014: für das Streaming Faded 2× Platin-Schallplatte - Neuseeland - 2023: für die Single Faded - 2024: für die Single Working for It |

Anmerkung: Auszeichnungen in Ländern aus den Charttabellen bzw. Chartboxen sind in ebendiesen zu finden.
| Land/RegionAuszeichnungen für Musikverkäufe (Land/Region, Auszeichnungen, Verkäufe, Quellen) | Gold     | Platin     | Verkäufe | Quellen              |
| -------------------------------------------------------------------------------------------- | -------- | ---------- | -------- | -------------------- |
| Australien (ARIA)                                                                            | —        | 2× Platin2 | 140.000  | aria.com.au          |
| Dänemark (IFPI)                                                                              | —        | Platin1    | —        | ifpi.dk              |
| Deutschland (BVMI)                                                                           | Gold1    | —          | 150.000  | musikindustrie.de    |
| Italien (FIMI)                                                                               | Gold1    | —          | 25.000   | fimi.it              |
| Kanada (MC)                                                                                  | Gold1    | —          | 40.000   | musiccanada.com      |
| Neuseeland (RMNZ)                                                                            | 2× Gold2 | 4× Platin4 | 135.000  | radioscope.co.nz NZ2 |
| Polen (ZPAV)                                                                                 | Gold1    | —          | 25.000   | olis.pl              |
| Vereinigtes Königreich (BPI)                                                                 | —        | Platin1    | 600.000  | bpi.co.uk            |
| Insgesamt                                                                                    | 6× Gold6 | 8× Platin8 |          |                      |